# Trentepohlia (Paramongoma) conscripta
Trentepohlia (Paramongoma) conscripta is een tweevleugelige uit de familie steltmuggen (Limoniidae). De soort komt voor in het Neotropisch gebied.